# فهرست کشورها بر پایه تولید روی
این فهرست کشورهای تولیدکننده روی، بر اساس امار سازمان نقشه‌برداری‌های زمین‌شناسی آمریکا در سال ۲۰۰۹ منتشر شده‌است.
| رتبه | کشور                  | تولید روی (تن) |
| ---- | --------------------- | -------------- |
| —    | تولید جهانی           | ۱۱،۲۰۰،۰۰۰     |
| ۱    | چین                   | ۳،۱۰۰،۰۰۰      |
| ۲    | پرو                   | ۱،۵۰۹،۱۲۹      |
| ۳    | استرالیا              | ۱،۲۹۰،۰۰۰      |
| ۴    | ایالات متحده آمریکا   | ۷۳۶،۰۰۰        |
| ۵    | کانادا                | ۶۹۸،۹۰۱        |
| ۶    | هند                   | ۶۹۵،۰۰۰        |
| ۷    | قزاقستان              | ۴۸۰،۰۰۰        |
| ۸    | بولیوی                | ۴۲۱،۷۲۱        |
| ۹    | مکزیک                 | ۳۹۰،۰۰۰        |
| ۱۰   | جمهوری ایرلند         | ۳۸۵٬۶۷۰        |
| ۱۱   | روسیه                 | ۲۲۵،۰۰۰        |
| ۱۲   | سوئد                  | ۱۹۲،۵۳۸        |
| ۱۳   | برزیل                 | ۱۷۴،۰۰۰        |
| ۱۴   | ایران                 | ۱۶۰،۰۰۰        |
| ۱۵   | لهستان                | ۱۰۰،۰۰۰        |
| ۱۶   | مراکش                 | ۹۸،۰۰۰         |
| ۱۷   | ترکیه                 | ۷۶،۰۰۰         |
| ۱۸   | مغولستان              | ۷۲،۰۰۰         |
| ۱۹   | کره شمالی             | ۶۵،۰۰۰         |
| ۲۰   | ویتنام                | ۴۵،۰۰۰         |
| ۲۱   | نامیبیا               | ۳۸،۳۰۰         |
| ۲۲   | هندوراس               | ۳۶،۳۷۰         |
| ۲۳   | تایلند                | ۳۴،۰۰۰         |
| ۲۴   | مقدونیه شمالی         | ۳۲،۰۰۰         |
| ۲۵   | فنلاند                | ۳۰،۲۳۳         |
| ۲۶   | آرژانتین              | ۳۰،۰۰۰         |
| ۲۷   | آفریقای جنوبی         | ۲۸،۱۵۹         |
| ۲۸   | شیلی                  | ۲۷،۸۰۱         |
| ۲۹   | یونان                 | ۱۸،۱۲۶         |
| ۳۰   | جمهوری دموکراتیک کنگو | ۱۶،۰۰۰         |
| ۳۱   | بلغارستان             | ۱۲،۰۰۰         |
| ۳۲   | فیلیپین               | ۱۰،۰۳۵         |
| ۳۳   | اسپانیا               | ۶،۵۰۰          |
| ۳۴   | عربستان سعودی         | ۴،۵۰۰          |
| ۳۵   | کره جنوبی             | ۴،۰۰۰          |
| ۳۶   | ارمنستان              | ۳،۹۰۰          |
| ۳۷   | کوزوو                 | ۳،۶۹۰          |
| ۳۸   | بوسنی و هرزگوین       | ۲،۰۰۰          |
| ۳۹   | لائوس                 | ۱،۰۰۰          |
| ۳۹   | صربستان               | ۱،۰۰۰          |
| ۴۱   | پرتغال                | ۵۰۱            |
| ۴۲   | میانمار               | ۴۵             |